# Серебріян Ольга Дмитрівна
Ольга Дмитрівна Серебріян (Гроза) — (народилася 28 квітня 1955 в селі Галиця Ніжинського району) — бібліотекознавець.
У 1976 р. закінчила Київський державний інститут культури ім. О. Корнійчука і розпочала трудову діяльність в Чернівецькій обласній науковій бібліотеці. Працювала старшим інспектором обласного управління культури, заступником директора і директором Чернівецької обласної базової бібліотеки профспілок, головним, провідним бібліотекарем, завсектором науково-дослідницької роботи, вченим секретарем, з 2008 р. — заступник директора Чернівецької обласної універсальної наукової бібліотеки імені Михайла Івасюка.

## Відзнаки
Лауреат літературно-мистецької премії імені Сидора Воробкевча (2009).